# Коенгу
Коенгу́, Коенґу (фр. Koungou) — муніципалітет у Франції, в заморському департаменті Майотта. Населення — 19 831 осіб (2007).
Муніципалітет розташований на відстані близько 8200 км на південний схід від Парижа, 6 км на північний захід від Мамудзу.

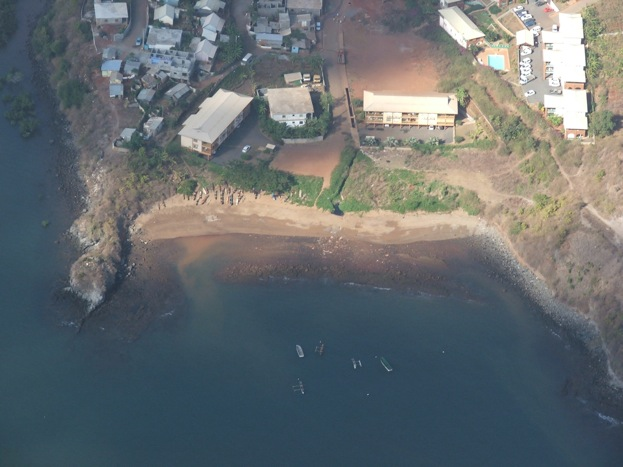